# Oberrat (Herzogtum Preußen)

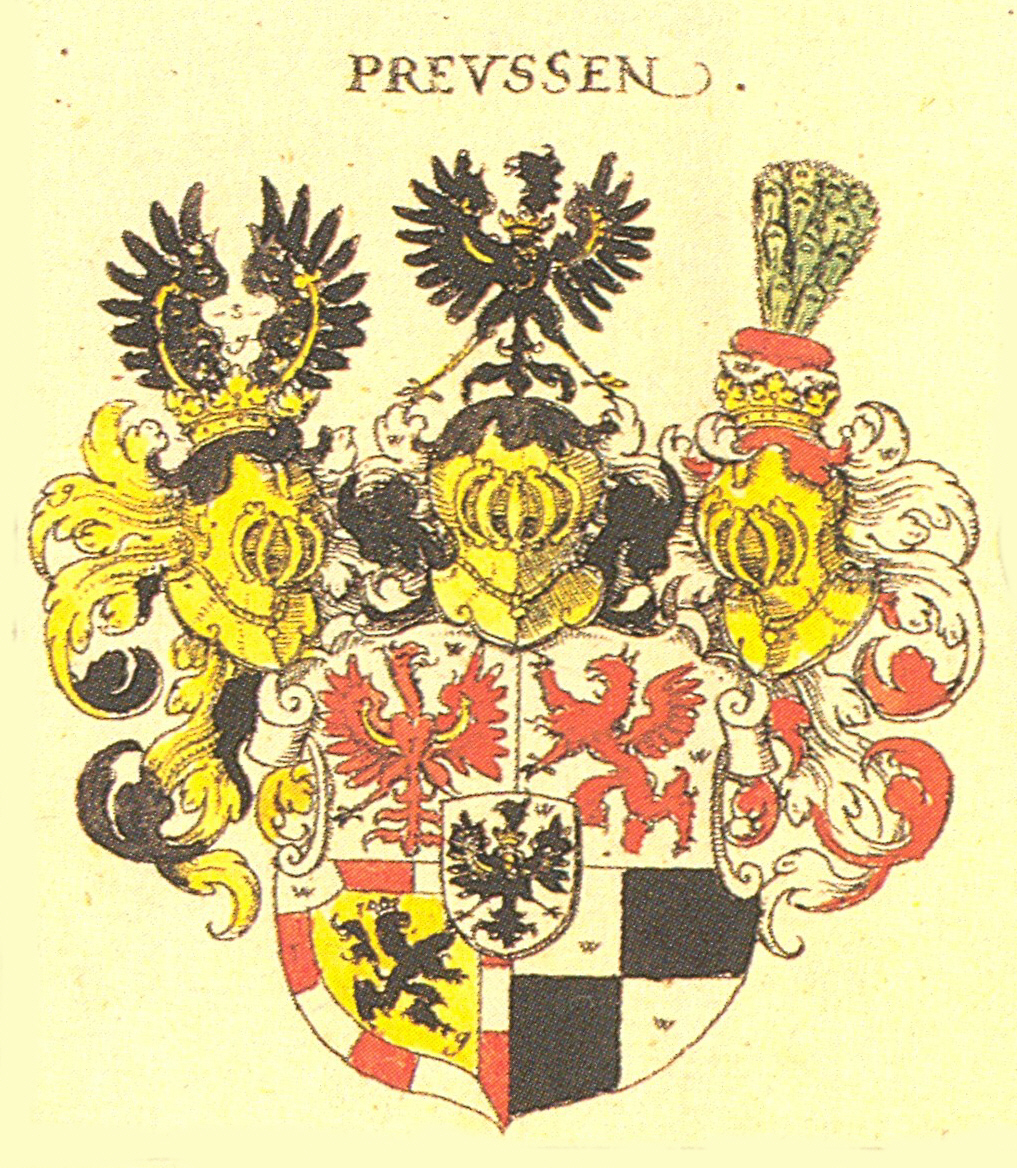
Wappen des Herzogtums Preußen

Der Oberrat im Herzogtum Preußen war zwischen 1525 und 1701 im übertragenen Sinn das Kabinett. Der Oberrat setzte sich aus dem Oberburggrafen, dem Obermarschall, dem Landhofmeister und dem Kanzler des Herzogtum Preußens zusammen. Die Amtsinhaber wurden auch mit der Bezeichnung „Oberrat“ tituliert.

## Geschichte
Ausgehend von dem Ordensrat, der dem Hochmeister des Deutschen Ordens zuarbeitete und sich aus den fünf obersten Ordensgebietigern,  nämlich dem Großkomtur, dem Ordensmarschall, dem Oberstspittler (Hospitalmeister), dem Obersttrappier (Quartier- und Versorgungsmeister) und dem Treßler  (Schatzmeister) zusammensetzte wurde im Herzogtum Preußen die sogenannte Oberratsstube geschaffen. Die vom regierenden Herzog ernannten Oberräte, die auch mit dem Titel „Oberrat“ gewürdigt wurden, waren in der Regel aus dem Adel Preußens berufene Amtsträger und bildeten die herzogliche-preußische „gantze Regierung“.

## Rang und Aufgaben der vier Oberräte
Nach der Verfassung des Herzogstaates bildeten die vier Oberräte die Oberratsstube, die bis 1804 als Etatsministerium bestand. Der Oberburggraf hatte seinen Amts- und Wohnsitz im Königsberger Schloss. Der Landhofmeister befand sich mit der Landhofmeisterei in der Landhofmeisterstraße in Königsberg. Dem Rang nach waren sie wie folgt eingestuft:
1. Landhofmeister, 2. Oberburggraf, 3. Obermarschall und 4. Kanzler.
Gemäß der Verordnung von 1556 (Kleine Gnadenprivileg) und dem Testament Herzog Albrechts (1490–1568)  wurde festgelegt, dass die acht ranghöchsten Positionen begüterte Adlige aus Preußen und „deutscher Geburt“ sein müssen. Das Kanzleramt konnte mit einem bürgerlichen Juristen besetzt werden. Nach der Verfassung oblag dem Landhofmeister die Aufsicht über die Kammerämter, der Oberburggraf hatte hauptsächlich die „Innere Sicherheit“ sowie die Handels- und Finanzangelegenheiten zu überwachen, der Obermarschall führte das Heerwesen und die Hofökonomie und der Kanzler leitete den amtlichen Schriftverkehr in den Angelegenheiten der Justiz und der Kanzlei.
Bei der Krönung Friedrichs I. kam den Preußischen Oberräten, als obersten Repräsentanten des Hofes, die ehrenvolle Aufgabe zu, die Krönungsinsignien vor dem König herzutragen. Der Kanzler Georg Friedrich von Creytzen trug das Siegel, Landhofmeister Otto Wilhelm von Perbandt den Reichsapfel, Oberburggraf Christoph Alexander von Rauschke trug das Reichsschwert und der Obermarschall Christoph von Wallenrodt hielt den silbernen Marschalsstab.

## Regentschaftsrat
Während der Abwesenheit des Landesherren vertraten die vier Räte als eine Art Kabinett, gemeinsam mit den vier obersten Hauptleuten, den Hof- und Gerichtsräten und den Vertretern der „drei Städte Königsbergs“ (Altstadt, Kneiphof und Löbenicht) den Herzog. Sie agierten auch als dessen Stellvertreter und wurden in diesem Zeitraum Regenten genannt. In Zeiten eines Interregnums hatten sie die Regierungsgewalt inne und waren den polnischen Oberlehnsherrn gegenüber untergeordnet. Der „Regentschaftsrat“ wurde erst unter Kurfürst Joachim Friedrich (1546–1608) permanent etabliert.

## Absolute Gewalt
Eine Gewaltenteilung nach heutigem Muster gab es in Preußen, d. h. im Herzogtum, nicht; so hatten die vier Oberräte neben Belangen der Exekutive auch Aufgaben in der Judikative und darüber auch in der Legislative zu bewerkstelligen. So bildeten sie zum Beispiel mit sechs bis acht weiteren Beauftragten das Hofgericht. Gleichzeitig waren sie im Landtag vertreten und wirkten in der Gesetzgebung mit. Da sie ihre Entscheidungen grundsätzlich im Namen des Herzogs fällten, konnten sie in dessen Namen in kirchlichen Angelegenheiten eingreifen und sie waren gegenüber der nachgeordneten Verwaltungsbeamten weisungsbefugt. Zu einem weiteren Privileg gehörte die Abnahme der jährlichen Erbhuldigung, die Ein- oder Absetzung leitender Amtsinhaber und letztlich die Dispenserteilung von Eiden. Ab 1616 erwarben sie ein Vorschlagsrecht bei Ämterbesetzungen und in der Außenpolitik erhielten sie ein Mitspracherecht. Das Oberratskollegium musste einstimmig entscheiden, dieses trug nach außen zu einem einheitlichen Erscheinungsbild der Oberratsstube bei, führte jedoch intern zu manchen Machtkämpfen und politischen Ränkerein.

## Hauptleute
Die nächstniedrigere Instanz zu den Oberräten waren die etwa fünfzig Ämter der Hauptleute. Hauptmann oder Hauptleute bezog sich nicht auf den militärischen Grad Hauptmann, man verstand darunter die Leitung bzw. Führung einer Hauptmannschaft. Die Oberräte wurden gewöhnlich aus den vier sogenannten höchsten Hauptämtern berufen; Tapiau, Schaaken, Fischhausen und Brandenburg. Zu ihrem Aufgabenbereich gehörte die Leitung der Verwaltung in ihren Hauptmannschaften, sie trafen exekutive Entscheidungen, beaufsichtigten die Kirchen, präsidierten dem Landgericht und konnten auf den Landtagen an der Gesetzgebung mitwirken. Die Hauptleute gehörten kraft Amtes dem Stand der Landräte an, der im Landtag der „vornehmste“ war. Ihr ranghöchster Repräsentant war der Hauptmann in Brandenburg.

## Liste bekannter Oberräte
- Otto Wilhelm von Perbandt (1635–1706), Landhofmeister
- Georg Friedrich von Creytzen (1639–1710), Kanzler
- Adam Christoph von Wallenrodt (1644–1711), Obermarschall
- Christoph Alexander von Rauschke (1652–1725), Oberburggraf